# Luizjady
Luizjady – grupa wysp położonych na Oceanie Spokojnym niedaleko południowo-wschodniego krańca Nowej Gwinei. Wchodzą w skład prowincji Papui-Nowej Gwinei Milne Bay.
Archipelag składa się z 10 niewielkich wysp wulkanicznych i licznych raf koralowych. Główne wyspy Luizjadów to Tagula, Rossel i Misima. Łączna powierzchnia wysp wynosi 2200 km².

## Historia
Dla Europejczyków archipelag został prawdopodobnie odkryty przez Torresa w roku 1606, ale malajscy i chińscy żeglarze docierali tam wcześniej. Wyspy nazwał Louis Antoine de Bougainville w roku 1768 na cześć Ludwika XV, króla Francji. Odwiedził je również admirał Bruni d’Entrecasteaux w 1793 i kapitan Owen Stanley w 1849 roku.
W pobliżu Luizjadów toczyła się w roku 1942 bitwa na Morzu Koralowym.